# Берті Мі
Берті Мі (англ. Bertie Mee, 25 грудня 1918, Булвелл — 22 жовтня 2001, Лондон) — англійський футболіст і тренер, найбільш відомий по роботі з лондонським «Арсеналом», який він у 1971 році вперше в історії привів до «золотого дубля» — перемоги в чемпіонаті і Кубку Англії.

## Ігрова кар'єра
Мі народився 25 грудня 1918 року в Булвеллі, графство Ноттінгемшир. Коли був футболістом, він грав на лівому фланзі за резервний склад «Дербі Каунті» та «Мансфілд Таун», але у віці 27 років змушений був завершити кар'єру через травми. Під час Другої світової війни Мі шість років служив у Королівському армійському медичному корпусі. В цей період він зіграв кілька неофіційних матчів за «Саутгемптон», а також виступав за армійську команду у товариських матчах на Близькому Сході.

## Кар'єра тренера
У 1948 році Мі став фізіотерапевтом, працював з колишніми військовими, а також став фахівцем з футбольних травм, вів курси для лікарів клубів Футбольної асоціації. У 1960 році Мі прийшов на посаду фізіотерапевта і тренера з фізичної підготовки в лондонський «Арсенал». Його методи роботи з гравцями виявилися настільки ефективні, що у 1966 році він несподівано для багатьох був призначений новим головним тренером «Арсеналу» замість звільненого Біллі Райта.
Мі ніколи не вважався футбольним експертом, не мав великих знань гри, які були у його попередника, і команду його часто критикували за надмірно обережну манеру гри. Однак його відрізняв жорсткий характер, він був надзвичайно вимогливий до гравців, вижимав максимум з їх можливостей. Своїм помічником Мі зробив Дона Гоу, колишнього гравця команди, в обов'язки якого входила робота з молодими гравцями, а також Дейва Секстона, що мав компенсувати будь-які тактичні недоліки. За кілька років їм вдалося вибудувати команду, яка в 1970 році виграла Кубок ярмарків, а в 1971 році вперше у своїй історії зробила «золотий дубль» — виграла чемпіонат і Кубок Англії.
Однак Гоу в 1971 році покинув «Арсенал», образившись тим, що на бенкеті з нагоди перемоги в Кубку Англії президент клубу Деніс Гілл-Вуд його навіть не згадав. Гоу став головним тренером в «Вест Бромвіч Альбіона», а Мі стало дуже складно працювати без свого помічника. Він ще п'ять років протримався на посаді головного тренера, але команда вже не була схожа на себе колишню, хоча в 1973 році їй вдалося стати срібним призером чемпіонату. Після того, як в сезоні 1975/76 «Арсенал» зайняв 17-е місце в чемпіонаті Англії, Мі подав у відставку. На момент відставки він був найбільш успішним менеджером «Арсеналу» за кількістю перемог з клубом — 241. Цей результат лише 2006 року перевершив Арсен Венгер.
У 1977 році Мі пішов у клуб «Вотфорд», де став помічником головного тренера Грема Тейлора, курирував роботу зі скаутами і молодіжним складом. У 1986 році він перейшов на адміністративну роботу, до 1991 року працював директором клубу. У 1983 році Мі був проведений в офіцери Ордена Британської імперії.
Берті Мі помер 22 жовтня 2001 року в Лондоні.
У 2008 році Мі був введений в Залу слави Національного музею футболу.

## Титули і досягнення

### Як тренера
- Чемпіон Англії (1):

«Арсенал»: 1970–71
- Володар Кубка Англії (1):

«Арсенал»: 1970–71
- Володар Кубка ярмарків (1):

«Арсенал»: 1969–70